# Маркграф
Маркгра́ф (от нем. Markgraf; фр. marquis, итал. marchese, англ. margrave) — разновидность титула графа, который возник в IX веке в Каролингской империи. 
Титул «Маркграф» носили назначаемые королём (императором) управляющие (правители) особых германских пограничных территорий (областей, украин, земель) — марок (от латинского «margo» — «край»; позже назывались маркграфство). Позднее в германских государствах титул маркграфа стал наследственным. На своих территориях маркграфы обладали широкими административными, военными и судебными полномочиями, правом распоряжаться всеми доходами своих владений и расширять их за счёт покорённых земель. Фактически они были наделены властью уровня герцога за единственным исключением: во время военных походов маркграфы следовали за герцогским знаменем. Маркграфы сверх обычных графских полномочий наделялись ещё правом строить бурги и крепости и собирать в свою пользу часть дани с покоренных племён. В другом источнике указано что маркграф, встарь, пограничный судья, и на конец XIX столетия, почётное званье, титул некоторых германских владетельных (и невладетельных) особ. Владенье, княжество и достоинство — Маркграфство (ср.). Итальянским, испанским, французским аналогом почётного титула маркграф является титул (родовое званье) «маркиз», происходящий от латинизированной формы (marchisus) германского титула маркграф. 

## История
Институт маркграфства возник и был введён в правление короля франков, лангобардов, герцога Баварии и императора Запада Карла Великого в начале IX века. На границах своего государства Карл Великий создал пограничные территории — Мархии (древневерхненем. marcha, нем. Mark): Аварскую, Фриульскую, Саксонскую, Сорбскую и Испанскую марки. На восточной границе Баварии была образована Восточная марка (позже известная как Австрийская марка). В империи Карла также было одно маркграфство — Виндская марка, так оно называлось от имени населявших его славян-виндов (в начале XX столетия это уже было герцогство Крайна).
После распада Каролингской империи маркграфы стали правителями полусамостоятельных владений, в первую очередь, на землях, лежащих за Эльбой и на Дунае, а также в Северной Италии.
Для защиты территории Тюрингии и Саксонии от нападений славян, возвращавших свои земли, императоры Саксонской династии основали Северную марку (нем. Nordmark), позже преобразованную в Бранденбургскую, а также Мейссенскую и Датскую марки. После императора Генриха III на границе Каринтии была создана Штирийская марка, а на западе маркграфство Намюр.
С XII столетия «маркграфства» стали наследственными ленами.
Маркграфы (бранденбургские) Бранденбурга в 1356 году получили непосредственные полномочия имперских князей — курфюрстов, а маркграфы Австрийские получили титул герцога (а позже эрцгерцога).
После распада племенных герцогств все маркграфы получили статус имперских князей, а «маркграф» остался титулом, который, например, от бранденбургских Гогенцоллернов перешёл к франконским. После многочисленных гражданских и захватнических войн в Европе некоторые маркграфства превратились в герцогства и королевства.
В Италии, где императоры также ввели титул маркграфа, а также во королевской Франции, от него произошел дворянский титул маркиз.
Маркграфы относились к высшей имперской аристократии. По положению в иерархии знати маркграфы занимали положение, примерно равное положению пфальцграфа. Этот титул был выше титулов графа, бургграфа и ландграфа, но ниже, чем титул герцога. 
После ликвидации в 1806 году Германо-римской империи титул маркграфа вышел из употребления.